# Брајан Шмит
Брајан Пол Шмит (енгл. Brian Paul Schmidt, 24. фебруар 1967) је амерички физичар, који је 2011. године, заједно са Солом Перлмутером и Адамом Рисом, добио Нобелову награду за физику „за откриће убрзаног ширења универзума посматрањем удаљених супернових”.